# Мајло (Ајова)
Мајло (енгл. Milo) град је у америчкој савезној држави Ајова. По попису становништва из 2010. у њему је живело 775 становника.

## Демографија
Према попису становништва из 2010. у граду је живело 775 становника, што је -64 (-7.6%) становника више него 2000. године.
| Група             | 2000.       | 2010.       |
| Белци             | 834 (99,4%) | 752 (97,0%) |
| Афроамериканци    | 0 (0,0%)    | 2 (0,3%)    |
| Азијати           | 0 (0,0%)    | 1 (0,1%)    |
| Хиспаноамериканци | 1 (0,1%)    | 10 (1,3%)   |
| Укупно            | 839         | 775         |